# Isachne pygmaea
Isachne pygmaea är en gräsart som beskrevs av August Heinrich Rudolf Grisebach. Isachne pygmaea ingår i släktet Isachne och familjen gräs. Inga underarter finns listade i Catalogue of Life.